# Bovo (kardynał)
Bovo z Lavicum (zm. 1099 lub 1100) – włoski duchowny katolicki, kardynał-biskup Tusculum z nominacji papieża Urbana II. Uczestnik papieskiej elekcji 1099 i współkonsekrator papieża Paschalisa II. Nie występuje jako sygnatariusz bulli papieskich.